# スコットランドのサッカー選手一覧
スコットランドのサッカー選手一覧（スコットランドのサッカーせんしゅいちらん）は、スコットランド出身のサッカー選手の一覧である。Category:スコットランドのサッカー選手も参照。
この項目はCategoryではないので、記事の無い選手については赤リンクや仮リンク、簡単な説明の併記なども可能。

## 1950年代
| GK - アラン・ラフ - ジム・レイトン | DF - ウィール・ドナチー - ゴードン・マックイーン - アラン・ハンセン - アレックス・マクリーシュ - フランク・グレイ - スティーヴン・マクマナス - デビット・ナリー - ウィリー・ミラー | MF - ジミー・ジョンストン - ゴードン・ストラカン - グレアム・スーネス - ロイ・エイトキン - ジョン・ウォーク - ジム・ベット | FW - ジョー・ジョーダン - ケニー・ダルグリッシュ - ジョン・ロバートソン - スティーヴ・アーチバルド |

## 1960年代
| GK - アンディ・ゴラム - ニール・サリバン | DF - スティーブ・ニコル - モーリス・マルパス - スチュアート・マッキンミー - リチャード・ゴフ - デイヴ・マクファーソン - コリン・カルダーウッド - コリン・ヘンドリー - トム・ボイド - デビッド・ウィア | MF - ポール・マクステイ - パット・ネヴィン - スチュアート・マッコール - ガリー・マカリスター - ジョン・コリンズ - ビリー・マッキンリー - ポール・ランバート | FW - モー・ジョンストン - アリー・マッコイスト - ブライアン・マクレアー - ゴードン・デューリー - ダレン・ジャクソン - ケビン・ギャラカー - ビリー・ドーズ |

## 1970年代
| GK | DF - ジャッキー・マクナマラ - クリスチャン・デイリー - スティーヴン・プレスリー - ガリー・ネイスミス | MF - スコット・ゲミル - クレイグ・バーリー - ドン・ハッチソン - コリン・キャメロン - ニール・マッカン - ポール・ハートリー - バリー・ファーガソン | FW - ケニー・ミラー |

## 1980年代
| GK - デビッド・マーシャル - クレイグ・ゴードン | DF - ガリー・コールドウェル | MF - ジェームズ・マクファデン - ショーン・マロニー - ダレン・フレッチャー - スコット・ブラウン | FW |